# Grand maréchal du palais
Le grand maréchal du palais est le titre utilisé pour désigner le chef de la Maison militaire de l'Empereur sous le Premier Empire. Il est repris pendant le Second Empire.

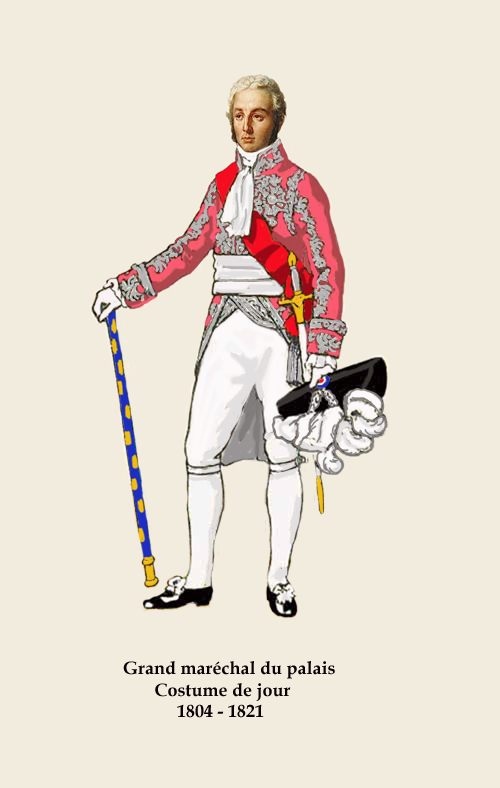
Costume de jour

## Fonctions

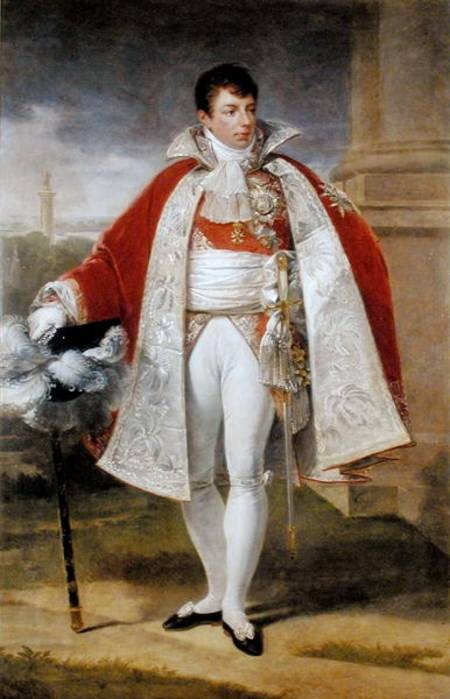
Le grand maréchal du palais en costume pour le sacre, Gros, 1805.

La fonction de grand maréchal du palais est imaginée par Napoléon et créée à l'avènement de l'Empire, en mai 1804. Bien que ses attributions soient fixées par un décret du 28 Messidor XII (17 juillet 1804), elles restent mal connues en raison de la place particulière accordée aux personnalités ayant exercé cette fonction : Duroc et Bertrand.
Le grand maréchal du palais joue un rôle très important dans la mesure où il est en quelque sorte le « premier ministre » d'un État dans l'État : la maison de l'empereur. Celle-ci emploie à l'apogée de l'Empire plus de 2 700 personnes. Il a notamment en charge le commandement militaire à l'intérieur des palais impériaux, la sécurité de la famille impériale, de ses biens et de son personnel. Il contrôle les entrées et les sorties dans les palais impériaux, l'entretien, l'embellissement et l'ameublement des demeures impériales. Il gère les logements des membres de la famille impériale, des invités, et, en général, du service du palais, avec sous ses ordres les concierges, les garçons de château, les gardes, les portiers, les jardiniers, les pompiers et les fontainiers, en plus du personnel militaire. Il est encore responsable du service de la bouche (approvisionnement et cuisines) et de la table. Lorsque l'empereur part en campagne ou en voyage, le grand maréchal l'accompagne toujours et organise les détails du déplacement.
Le budget du grand maréchal du palais représente environ un dixième du budget général de la maison de l'empereur. Il est naturellement chargé de tenir le compte des dépenses.

## Titulaires
- 18 mai 1804 – 23 mai 1813 : le duc de Frioul ;
- 25 mai 1813 – 17 novembre 1813 : le duc de Vicence, par intérim ;
- 18 novembre 1813 – 5 mai 1821 : le comte Bertrand, qui suit l'empereur en exil à Saint-Hélène.
- 2 décembre 1852 – 4 septembre 1870 : Jean-Baptiste Philibert Vaillant

## Costume
L'habit de cour de grand maréchal du palais suit la réglementation officielle. Il reprend la forme du petit costume, créé par Isabey et porté par l'empereur lors de son sacre le 2 décembre 1804. Il est en velours de soie amarante avec des broderies argent. Ces obligations sont loin d'être gratuites puisque le titulaire est obligé de commander et de payer lui-même ses habits.

## Héraldique

Ornement extérieur du grand maréchal du palais.

Les ornements extérieurs de ses armoiries sont deux bâtons garnis de velours bleu brodés d'abeilles d'or, dont les bouts d'en haut se terminent en couronnes impériales fermées, passés en sautoir derrière l'écu.